# Roosevelt County (Montana)
Roosevelt County ist ein County im Bundesstaat Montana der Vereinigten Staaten. Der Sitz der Countyverwaltung (County Seat) befindet sich in Wolf Point.

## Demografische Daten
Nach der Volkszählung im Jahr 2000 lebten im County 22.920 Menschen. Es gab 3.581 Haushalte und 2.614 Familien. Die Bevölkerungsdichte betrug 2 Einwohner pro Quadratkilometer. Ethnisch betrachtet setzte sich die Bevölkerung zusammen aus 40,93 % Weißen, 0,05 % Afroamerikanern, 55,75 % amerikanischen Ureinwohnern, 0,43 % Asiaten, 0,05 % Bewohnern aus dem pazifischen Inselraum und 0,25 % aus anderen ethnischen Gruppen; 2,53 % stammten von zwei oder mehr ethnischen Gruppen ab. 1,23 % der Bevölkerung waren spanischer oder lateinamerikanischer Abstammung.
Von den 3.581 Haushalten hatten 40,50 % Kinder und Jugendliche unter 18 Jahre, die bei ihnen lebten. 47,20 % waren verheiratete, zusammenlebende Paare, 18,90 % waren allein erziehende Mütter. 27,00 % waren keine Familien. 23,60 % waren Singlehaushalte und in 10,30 % lebten Menschen im Alter von 65 Jahren oder darüber. Die Durchschnittshaushaltsgröße betrug 2,89 und die durchschnittliche Familiengröße lag bei 3,40 Personen.
Auf das gesamte County bezogen setzte sich die Bevölkerung zusammen aus 34,60 % Einwohnern unter 18 Jahren, 7,90 % zwischen 18 und 24 Jahren, 25,80 % zwischen 25 und 44 Jahren, 20,20 % zwischen 45 und 64 Jahren und 11,60 % waren 65 Jahre alt oder darüber. Das Durchschnittsalter betrug 32 Jahre. Auf 100 weibliche Personen kamen 98,30 männliche Personen, auf 100 Frauen im Alter ab 18 Jahren kamen statistisch 93,70 Männer.
Das jährliche Durchschnittseinkommen eines Haushalts betrug 24.834 USD, das Durchschnittseinkommen der Familien betrug 27.833 USD. Männer hatten ein Durchschnittseinkommen von 25.177 USD, Frauen 19.728 USD. Das Prokopfeinkommen betrug 11.347 USD. 32,40 % der Bevölkerung und 27,60 % der Familien lebten unterhalb der Armutsgrenze. 41,60 % davon waren unter 18 Jahre und 15,10 % waren 65 Jahre oder älter.

## Geschichte
Im Roosevelt County liegt ein National Battlefield, das Big Hole National Battlefield, das auch den Status einer National Historic Landmark hat. Zwei Orte im County sind im National Register of Historic Places eingetragen (Stand 7. Februar 2018).

## Orte im Roosevelt County
Citys
| - Wolf Point |

Towns
| - Bainville - Brockton - Culbertson | - Froid - Poplar |

Ghost Towns
| - Mondak |